# Гизельберт I (граф Арденненгау)
Гизельберт (нем. Giselbert, лат. Gisilberti; ок. 915 — 24 ноября 963/965) — граф в Арденненгау, шестой сын Вигериха, пфальцграфа Лотарингии, и Кунигунды.

## Биография
Происхождение Гизельберта установлено на основании акта, датированного 943 годом, в котором жена его брата Гозело, Ода, сделала пожертвование монастырю Святого Максимина в Трире. Этот акт подписали также братья Гизельберта — Фридрих и Сигеберт. Поскольку из других исторических источников известно, что Фридрих был братом епископа Меца Адальберона I, который был сыном пфальцграфа Вигериха, на основании этого был сделан вывод, что все упомянутые в данном акте братья также являются сыновьями Вигериха, хотя существует и возможность того, что кто-то из них родился от второго брака Кунигунды с графом Вердена Рихвином.
О биографии Гизельберта известно очень мало. Он упоминается как граф в Арденгау в датированном 17 апреля 963 года акте о пожертвовании аббатству Горц. Согласно некрологам аббатства Горц, в котором Гизельберт был похоронен, он умер 24 ноября. Произошло это не позднее 965 года.

## Брак и дети
Жена: Гедвига (ум. 23 февраля после 965). Дети:
- Годефруа (Жоффруа) (ум. после 965)